# Grinderman 2 RMX
Grinderman 2 RMX — альбом ремиксов группы Grinderman (сайд-проект Nick Cave and the Bad Seeds), изданный в марте 2012 года, после роспуска коллектива.

## История создания
О выходе альбома было объявлено спустя несколько месяцев после расформирования Grinderman. В Grinderman 2 RMX вошли 12 ремиксов, интерпретирующих самые популярные песни коллектива. Среди музыкантов: британский прог-рок композитор Роберт Фрипп, нью-йоркская нойз-рок-группа A Place to Bury Strangers, гитарист американской инди-рок-группы Yeah Yeah Yeahs Ник Зиннер (о работе которого участники Grinderman восторженно сказали: «Это дерьмо действительно оригинальное!»), электронный проект UNKLE, калифорнийский стоунер-рок музыкант Джош Хомме, английская гаражная группа The Horrors (под именем Cat’s Eyes), бывший участник Nick Cave and the Bad Seeds Барри Адамсон, нынешний участник Bad Seeds Джим Склавунос (под именем Silver Alert), экспериментальная лондонская группа Factory Floor, профессиональный ремиксер Эндрю Уотэралл и другие.

## Приём
Критическая реакция на Grinderman 2 RMX была неоднозначной. Обозреватель PopMatters заметил, что ослепительно безупречный Кейв в проекте Grinderman открыл свои грязные стороны, а альбомом Grinderman 2 RMX он в очередной раз удивил слушателей. Джесс Харвелл из Pitchfork заявил, что Grinderman 2 RMX — это «лебединая песня группы Grinderman». Среди русскоязычных критиков альбом был позитивно встречен журналом Rolling Stone Russia, который назвал Grinderman 2 RMX «без малого восхитителным».

## Список композиций
| №   | Название               | Ремикс                            | Длительность |
| --- | ---------------------- | --------------------------------- | ------------ |
| 1.  | «Super Heathen Child»  | Grinderman / Fripp                | 6:30         |
| 2.  | «Worm Tamer»           | A Place to Bury Strangers         | 3:26         |
| 3.  | «Bellringer Blues»     | Nick Zinner                       | 4:30         |
| 4.  | «Hyper Worm Tamer»     | UNKLE                             | 5:57         |
| 5.  | «Mickey Bloody Mouse»  | Joshua Homme                      | 4:14         |
| 6.  | «When My Baby Comes»   | Cat’s Eyes with Luke Tristram     | 5:28         |
| 7.  | «Palaces Of Montezuma» | Barry Adamson                     | 5:00         |
| 8.  | «Evil»                 | Silver Alert feat. Matt Berninger | 4:06         |
| 9.  | «When My Baby Comes»   | SixToes                           | 5:34         |
| 10. | «Heathen Child»        | Andy Weatherall                   | 6:48         |
| 11. | «Evil»                 | Factory Floor                     | 4:50         |
| 12. | «First Evil»           | Grinderman                        | 3:14         |